# 马拉尼昂州森特拉尔
马拉尼昂州森特拉尔（葡萄牙語：Central do Maranhão）是巴西马拉尼昂州的一个市镇。总面积366.458平方公里，总人口9010人，人口密度24.6人/平方公里。